# Louis Legrand (Maler)
Louis Legrand (* 1863 in Dijon; † 1951 in Livry-Gargan), eigentlich Auguste Mathieu, war ein französischer Pastellmaler, Zeichner und Druckgraphiker.
Legrand war Schüler an der École des Beaux-Arts in Dijon, später bei Félicien Rops in Paris. Er wurde Mitarbeiter bedeutender illustrierter Zeitschriften und gestaltete nach Vorlage von Menschen auf dem Montmartre aller Schichten seine oft leicht erotisch anmutenden Pastelle und Radierungen. Legrand schuf unter anderem Illustrationen zu den Werken von Guy de Maupassant und Paul D'Argens.